# Compendio garibaldino
Compendio garibaldino di Caprera – kompleks muzealny przyrodniczo-architektoniczny na wyspie Caprera poświęcony Giuseppe Garibaldiemu, który mieszkał tam od 1856 r. do swojej śmierci w 1882 r. Kompleks, w skład którego wchodzi muzeum historyczne, został zaprojektowany tak, aby pokazać miejsce życia włoskiego bohatera narodowego z ostatnich trzydziestu lat jego życia. Mieści się w nim szereg budynków mieszkalnych i rolniczych, zbudowanych w latach 1856-1860 jako gospodarstwo rolne Garibaldiego. W budynkach znajdują się kolekcje rzeczy osobistych Garibaldiego. Ponadto kompleks obejmuje kaplicę, rodzinny cmentarz i zróżnicowaną roślinność - częściowo naturalną, a częściowo egzotyczną.
Pierwszy został zbudowany trzypokojowy dom na południu farmy. Następnie zbudowano kolejny dom drewniany i kamienne ogrodzenie wokół farmy, chroniące przed dziką zwierzyną. Ostatecznie w centrum kompleksu Garibaldi zbudował „Biały Dom”, w którym zachowane jest oryginalne umeblowanie. Na ścianach wiszą zdjęcia trzech członków jego rodziny, którzy mieszkali z Garibaldim na farmie:
jego ostatnia żona: Francesca Armosino, która założyła z nim gospodarstwo, jego najstarsza córka: Clelia Garibaldi, która urodziła mu się z ostatniej żony, jego najmłodszy syn: Manlio, również z niej narodzony. Syn, który był oficerem włoskiej marynarki wojennej, zmarł w młodym wieku (27 lat). 
W bibliotece, wystawiono mapę morską, miecze i karabiny. W innym pokoju znajdują się szaty reprezentacyjne i inne ubrania, które nosił Garibaldi. Jest też pokój, w którym Garibaldi mieszkał przez ostatnie dni swojego życia i gdzie zmarł. Jest tam jego wózek inwalidzki, z którego korzystał pod koniec życia. Pośrodku pokoju znajduje się łóżko z baldachimem, na którym Garibaldi zmarł. Na ścianie wisi tablica z wypisaną datą jego śmierci: piątek, 2 czerwca oraz zegar z godziną śmierci: 18.20.
Na terenie rolniczym eksponowane są narzędzia do prac rolniczych: stajnia z siodłami, wszelkiego rodzaju narzędzia kuźnicze i pługi.